# Dunwich (Lovecraft)
Dunwich es un pequeño pueblo ficticio que apareció por primera vez en el relato corto de H.P. Lovecraft titulado El horror de Dunwich (1929).

## Descripción ficticia
Dunwich se sitúa en el ficticio valle del río Miskatonic (en Massachusetts, Nueva Inglaterra). Forma parte de la región imaginaria que se ha dado en llamar "el triangulo de Lovecraft". 
Los habitantes del lugar son descritos como endogámicos, sin educación y muy supersticiosos, mientras que el propio pueblo se describe como económicamente pobre, con muchos edificios decrépitos y abandonados.
Después de El Horror de Dunwich, Lovecraft no volvió a mencionar Dunwich en su prosa de ficción, aunque el pueblo aparece en su poema La pista antigua (1929).
El pueblo fue utilizado por August Derleth en sus obras, sobre todo en La habitación cerrada (1959).
Muchas historias inspiradas en los Mitos de Cthulhu realizadas por otros autores también se sitúan en Dunwich, algunas de las cuales se recogen en el denominado ciclo de Dunwich.